# RailNetEurope

Logo

RailNetEurope (Association for facilitating traffic on European rail infrastructure) ist ein europäischer Verband von Schieneninfrastrukturunternehmen und -behörden. Die gemeinsame Geschäftsstelle von RailNetEurope befindet sich in Wien (Österreich). Sie repräsentiert heute 38 Institutionen mit dem Status von Vollmitgliedern oder Kandidaten, welche gemeinsam ein Schienennetz von etwa 230.000 km betreiben.
Die Organisation entstand im Januar 2004, als zahlreiche Vertreter von Eisenbahninfrastrukturverwaltungen eine Geschäftsstelle gründeten, die im Bereich des Schieneninfrastrukturmanagements arbeitet und den internationalen Eisenbahnverkehr vereinfachen soll. Dies geschah vor dem Hintergrund der Liberalisierung der Eisenbahnmärkte in der Europäischen Union im Zuge der Interoperabilitätsziele und baut auf den bislang existierenden bi- und multilateralen Kooperationsverträgen zwischen den Mitgliedern auf, welche die gegenseitigen Netzzugangs- bzw. Streckennutzungsrechte beinhalteten. Damit war auch eine Trennung der bislang im aus der Europäischen Fahrplankonferenz (EFK) hervorgegangenen Forum Train Europe (FTE) zusammengeschlossenen Eisenbahninfrastruktur- und -verkehrsunternehmen erforderlich. Die Verkehrsunternehmen sind weiterhin im FTE organisiert.
Der internationale Eisenbahnverkehr wird von etwa 120 Eisenbahnverkehrsunternehmen durchgeführt, welche die Hauptzielgruppe der RailNetEurope bilden. Darüber hinaus gibt es weitere 300 lediglich national agierenden Bahnunternehmen.

## Mitglieder
| Land                    | Unternehmen/Institution                                  | Netzlänge in km | Weblink                           |
| ----------------------- | -------------------------------------------------------- | --------------- | --------------------------------- |
| Österreich/ Ungarn      | Raab-Oedenburg-Ebenfurter Eisenbahn                      | 509             | http://www.gysev.hu               |
| Österreich              | ÖBB-Infrastruktur                                        | 4846            | https://infrastruktur.oebb.at/de/ |
| Belgien                 | Infrabel                                                 | 3632            | https://www.infrabel.be/nl        |
| Bosnien und Herzegowina | Željeznice Republike Srpske                              | 425             | https://www.zrs-rs.com            |
| Bulgarien               | Bulgarische Eisenbahninfrastrukturgesellschaft           | 5018            | https://www.rail-infra.bg         |
| Kroatien                | Hrvatske Željeznice                                      | 2617            | http://www.hznet.hr               |
| Tschechien              | Správa železnic                                          | 9459            | https://www.spravazeleznic.cz     |
| Dänemark                | Banedanmark                                              | 3241            | http://www.bane.dk                |
| Estland                 | Eesti Raudtee                                            |                 |                                   |
| Finnland                | Väylävirasto                                             |                 | https://vayla.fi/etusivu          |
| Frankreich              | SNCF Réseau                                              | 29.213          | https://www.sncf-reseau.com/fr    |
| Deutschland             | DB InfraGO                                               | 33.241          | https://www.dbinfrago.com/web     |
| Vereinigtes Königreich  | Network Rail                                             | 15.779          | http://www.networkrail.co.uk      |
| Vereinigtes Königreich  | High Speed 1                                             | 109             | http://www.highspeed1.com         |
| Griechenland            | Organismos Sidirodromon Ellados                          | 2240            | http://www.ose.gr                 |
| Ungarn                  | Magyar Államvasutak (MÁV)                                | 7252            | http://www.mav.hu                 |
| Ungarn                  | Vasúti Pályakapacitás-elosztó (VPE)                      |                 | http://www.vpe.hu                 |
| Italien                 | Rete Ferroviaria Italiana                                | 24.278          | https://www.rfi.it                |
| Lettland                | Latvijas dzelzceļš                                       | 1859            |                                   |
| Lettland                | LatRailNet                                               |                 |                                   |
| Litauen                 | LTG Infra                                                | 1868            |                                   |
| Luxemburg               | Administration des Chemins de Fer                        |                 | http://www.railinfra.lu           |
| Luxemburg               | Société Nationale des Chemins de Fer Luxembougeois (CFL) | 429             | http://www.cfl.lu                 |
| Nordmazedonien          | Makedonski Železnici Infrastruktura                      | 925             | https://mzt.mk/                   |
| Niederlande             | ProRail                                                  | 3078            | http://www.prorail.nl             |
| Norwegen                | Bane NOR                                                 |                 | https://www.banenor.no/           |
| Polen                   | PKP Polskie Linie Kolejowe                               | 27.041          | http://www.plk-sa.pl              |
| Portugal                | Infraestruturas de Portugal (IP)                         | 2.553           |                                   |
| Rumänien                | Compania Naţională de Căi Ferate (CFR)                   | 10.600          | http://www.cfr.ro                 |
| Serbien                 | Infrastruktura železnice Srbije                          | 3739            |                                   |
| Slowakei                | Železnice Slovenskej republiky                           | 3626            | http://www.zsr.sk                 |
| Slowenien               | Slovenske železnice-Infrastruktura                       | 1208            | https://infrastruktura.sz.si      |
| Frankreich/ Spanien     | Línea Figueras Perpignan                                 | 44              | https://www.lfpperthus.com        |
| Spanien                 | Administrador de Infraestructuras Ferroviarias           | 15.290          | https://www.adif.es/inicio        |
| Schweden                | Trafikverket                                             | 12.000          | http://www.trafikverket.se        |
| Schweiz                 | BLS AG                                                   | 449             | http://www.bls.ch                 |
| Schweiz                 | Schweizerische Bundesbahnen – Infrastrukturen            | 7634            | http://mct.sbb.ch                 |
| Schweiz                 | Schweizerische Trassenvergabestelle                      |                 | http://www.tvs.ch                 |